# Яо (гексаграмма)
Яо (кит. 爻; пиньинь: yáo) — особый знак, который используется в Ицзин при составлении триграмм и гексаграмм, имеющий две разновидности. Первая разновидность представляет собой целую горизонтальную черту «—», вторая разновидность — прерванная посередине горизонтальная черта «- -».
Сплошные горизонтальные черты могут носить следующие названия: ян 阳 — световые, ган 刚 — напряженные, цзю 九 — девятки. Прерывистые черты могут носить следующие названия: инь 阴 — теневые, жоу 柔 — податливые, лю 六 — шестерки.
Триграмма образуется из различных сочетаний трех яо, гексаграмма — из различных сочетаний шести яо.
При гадании на стеблях или монетах каждая черта может дополнительно рассматривается по двум состояниям — «старости» и «молодости».